# LG G2
Das LG G2 ist ein Smartphone der G-Reihe von LG. Das LG G2 wurde am 7. August 2013 der Öffentlichkeit vorgestellt und ist seit September 2013 in Deutschland verfügbar. In anderen Varianten wird es auch als D800 (AT&T), D801 (T-Mobile), D802 (weltweit), D803 (Kanada), D805 (Lateinamerika), LS980 (Sprint), VS980 (Verizon) und F320S/K (Korea) bezeichnet.
Der Nachfolger des LG G2 ist das LG G3.

## Ausstattung
Das LG G2 misst 138,5 × 70,9 × 8,9 mm, wiegt 140 Gramm, hat eine Bildschirmdiagonale von rund 132 mm (5,2 Zoll) bei einer Pixeldichte von rund 424 ppi und einer Auflösung von 1920 × 1080 Pixeln. Der Akku hat eine Kapazität von 3.000 mAh und kann nicht ausgetauscht werden. Es hat einen Quad-Core-Prozessor vom Typ Snapdragon 800 und 2 GB RAM. Es verfügt über NFC alias Android Beam, eine 13-Megapixel-Rückkamera mit optischem Bildstabilisator und eine 2,0-Megapixel-Frontkamera. Außerdem besitzt das LG G2 einen Adreno-330-Grafikprozessor. Es unterstützt sowohl GPS- als auch GLONASS-Satelliten. Das G2 verfügt zudem über Bluetooth 4.0 und beherrscht hierüber dank Implementierung des AptX-Codecs die verlustfreie Audioübertragung per A2DP. Als Audio-Chip ist der DAC WM5110 der Firma Wolfson Microelectronics aus England verbaut.
Als Besonderheit hat LG mit dem Verlegen des An-/Aus-Schalters auf die Rückseite des G2 ein neues Alleinstellungsmerkmal vorgestellt, das sich auch in zukünftigen Modellen wiederfinden soll. Auch die beiden Lautstärketasten finden sich auf der Rückseite des Gerätes wieder anstatt wie sonst üblich an einem der beiden seitlichen Geräterahmen.

## Verfügbarkeit
Das LG G2 ist seit Ende September 2013 auf dem deutschen Markt erhältlich. Es wird mit 16 GB oder 32 GB Flash-Speicher angeboten. Auf einen austauschbaren Akku und erweiterbaren Speicher mittels MicroSD-Karten hat LG beim G2 (außer bei den koreanischen Versionen F320*) verzichtet.

## Variante LG G2 mini
Neben dem LG G2 ist auch eine abgespeckte Variante mit der Bezeichnung 'G2 mini' erhältlich. Diese wurde am 19. Februar 2014 vorgestellt und startete einen Monat später in den Verkauf. Es unterscheidet sich vom größeren G2 in folgenden Punkten:
- Kleineres 4,7"-Display mit einer Auflösung von 960 × 540 Pixeln
- Qualcomm Snapdragon 400 SOC, 4 Kerne, 1,2 GHz, integrierte GPU Adreno 305
- 1 GB RAM
- 8 GB Flash-Speicher, erweiterbar mittels Micro-SD-Speicherkarte
- Hauptkamera mit 8 Megapixeln Auflösung und ohne optischen Bildstabilisator (OIS)
- Frontkamera mit 1,3 Megapixeln Auflösung
- WLAN unterstützt nur das 2,4-GHz-Band
- Abmessungen: 129,6 × 66 × 9,9 mm, Gewicht 125 g
- Rückseite abnehmbar, austauschbarer Akku mit 2440 mAh Kapazität